# Скарятин, Владимир Дмитриевич
Владимир Дмитриевич Скарятин (1825—1900) — русский писатель, публицист и издатель; редактор газет «Русский листок» и «Весть».

## Биография
Родился в 1825 году в дворянской семье Дмитрия Ивановича Скарятина. Как и его младшие братья Николай и Апполон, начал службу офицером во флоте. Подобно многим флотским офицерам, был англоманом.
Выйдя в отставку, уехал в Сибирь. Увлекался социальными вопросами, политэкономией. Служил в Иркутске при губернаторе Енисейской губернии Н. Н. Муравьёве-Амурском, затем в Красноярске. Оставив службу, чтобы стать золотопромышленником. Вернулся в Санкт-Петербург богатым человеком. 
Журналистское поприще начал в «Санкт-Петербургских ведомостях». В 1862 году издал книгу «Записки золотопромышленника», принесшую ему определённую известность. Вошёл в журналистские круги Петербурга, сотрудничал с «Современной летописью», «Русским богатством». Был знаком с Л. Н. Толстым, вероятно, через своего брата моряка-севастопольца Николая Дмитриевича Скарятина.
В 1862 году стал пайщиком и соредактором газеты «Русский листок», которая с 1863 года стала выходить под новым названием — «Весть». Получил славу крепостника и реакционера, поскольку не разделял эйфории по поводу освобождения крестьян. В 1869 г. поэт Тютчев адресовал ему полемическое стихотворение «Вы не родились поляком…»
Скарятин был женат на  Ольге Ростиславовне Столбовской (1834 г. р.), дочери красноярского обер-полицмейстера. В 1856 году у них родилась дочь Надежда. В 1860 году они решили разойтись, после чего жена с мечтами о медицинском образовании и с маленькой дочерью отправилась в Италию. Спустя некоторое время  Владимир Скарятин приехал во Флоренцию, воссоединившись с женой и дочерью. 
В 1862 году Ольга Ростиславовна вновь ушла от Скарятина и вышла замуж за Л. И. Мечникова. Спустя год в Современнике была напечатана автобиографическая повесть Мечникова «Смелый шаг». После смерти Мечникова Ольга Ростиславовна с дочерью и внучкой Олей переехала в Париж. Дочь, Надежда Владимировна Кончевская, к тому времени уже развелась с мужем и жила в гражданском браке с революционером-народником Леонидом Шишко. По свидетельству Л. Ф. Пантелеева: «В 90-х гг. Скарятин перебрался к Кончевской и, таким образом, опять очутился под одной кровлей со своей первой женой. Оставаясь прежним Скарятиным, он, однако, крайне привязался к Шишко, так, что за обедом и чаем их всегда вместе садили».